# Норт-Стар (тауншип, округ Сент-Луис, Миннесота)
Норт-Стар (англ. North Star) — тауншип в округе Сент-Луис, Миннесота, США. На 2000 год его население составило 203 человека.

## География
По данным Бюро переписи населения США площадь тауншипа составляет 92,2 км², из которых 86,2 км² занимает суша, а 5,9 км² — вода (6,41 %).

## Демография
По данным переписи населения 2000 года здесь находились 203 человека, 74 домохозяйства и 58 семей.  Плотность населения —  2,4 чел./км².  На территории тауншипа расположено 135 построек со средней плотностью 1,6 построек на один квадратный километр. Расовый состав населения: 97,04 % белых, 0,99 % коренных американцев, 0,49 % азиатов и 1,48 % приходится на две или более других рас.
Из 74 домохозяйств в 29,7 % воспитывались дети до 18 лет, в 68,9 % проживали супружеские пары, в 6,8 % проживали незамужние женщины и в 21,6 % домохозяйств проживали несемейные люди. 16,2 % домохозяйств состояли из одного человека, при том 2,7 % из — одиноких пожилых людей старше 65 лет. Средний размер домохозяйства — 2,74, а семьи — 3,05 человека.
25,6 % населения — младше 18 лет, 4,9 % — в возрасте от 18 до 24 лет, 26,1 % — от 25 до 44, 34,0 % — от 45 до 64, и 9,4 % — старше 65 лет. Средний возраст — 41 год. На каждые 100 женщин приходилось 116,0 мужчин.  На каждые 100 женщин старше 18 приходилось 118,8 мужчин.
Средний годовой доход домохозяйства составлял 51 875 долларов, а средний годовой доход семьи —  61 250 долларов. Средний доход мужчин —  50 625  долларов, в то время как у женщин — 23 125. Доход на душу населения составил 19 640 долларов. За чертой бедности находились 5,6 % семей и 8,8 % всего населения тауншипа, из которых 25,0 % старше 65 лет.